# André Genz
André Genz (* 22. April 1983 in Stralsund) ist ein deutscher ehemaliger Handballspieler.

## Spielerlaufbahn
Der 1,99 Meter große rechte Rückraumspieler spielte von 1997 bis 2003/2004 beim Stralsunder HV, von 2004/2005 bis 2007/2008 beim TuS Ferndorf, 2008/2009 bei TuS Westerburg und 2010/2011 wieder bei TuS Ferndorf. In der Saison 2019/2020 wurde Genz von dem Landesligisten TV Olpe reaktiviert.
Mit dem Stralsunder HV spielte er in der 1. Handball-Bundesliga.

## Trainerlaufbahn
Beim TuS Ferndorf war Genz nach seiner aktiven Laufbahn auch als Trainer tätig.

## Privates
André Genz ist verheiratet und gelernter Zimmermann.